# Якоб Штрайтль
Якоб Штрайтль (нім. Jakob Streitle, 11 грудня 1916 — 24 червня 1982) — німецький футболіст, що грав на позиції захисника за клуб «Баварія», а також національну збірну Німеччини. По завершенні ігрової кар'єри — тренер.

## Клубна кар'єра
У футболі дебютував 1936 року виступами за команду «Баварія», кольори якої і захищав протягом усієї своєї кар'єри гравця, що тривала цілих дев'ятнадцять років. 

## Виступи за збірну
1938 року дебютував в офіційних матчах у складі національної збірної Німеччини. Протягом кар'єри у національній команді, яка тривала 17 років, провів у її формі 15 матчів, забивши 1 гол.
У складі збірної був учасником чемпіонату світу 1938 року у Франції, де зіграв в переграванні проти Швейцарії (2-4).

## Кар'єра тренера
Розпочав тренерську кар'єру відразу ж по завершенні кар'єри гравця, 1954 року, очоливши тренерський штаб клубу «Баварія». Досвід тренерської роботи обмежився цим клубом.
Помер 24 червня 1982 року на 66-му році життя.